# Clites
Els clites (llatí Clitae) eren un poble cilici esmentat per Tàcit. Van quedar sotmesos a un rei de Cilícia anomenat Arquelau, en temps de Tiberi. Se suposa que aquest Arquelau era un fill o parent proper del rei Arquelau de Capadòcia i no pas el mateix Arquelau de Capadòcia que havia mort l'any 17, però absent del país des de l'any 15.
Els clites van refusar obeir les regulacions del cens romà i pagar taxes i es van retirar a les muntanyes del Taure i van resistir al rei Arquelau, suposadament proromà. Luci Vitel·li, governador de Síria va enviar a Marc Trebel·li que va assetjar les seves fortaleses anomenades Cadra i Davara, i els va obligar a rendir-se. En temps de Claudi es van tornar a revoltar dirigits per Trosobores, i des de les muntanyes van baixar a les planes, fins a la costa, saquejant els camps de cultiu, als ciutadans, als vaixells mercants i als comerciants. Van assetjar Anemúrion, fins que Antíoc IV de Commagena, rei de la costa, va donar satisfacció al poble i va aïllar al líder rebel, i finalment va matar a Trosobores i altres caps rebels i va acabar de pacificar el país amb mesures de reconciliació.